# Аль-Аназа (нохія)
Аль-Аназа (араб. ناحية العنازة) — нохія у Сирії, що входить до складу району Баніяс провінції Тартус. Адміністративний центр — м. Аль-Аназа.
| Сирія | Це незавершена стаття з географії Сирії. Ви можете допомогти проєкту, виправивши або дописавши її. |